# Dalibor Cvitan
Dalibor Cvitan (Vodice, 20. prosinca 1934. – Zagreb, 23. srpnja 1993.), hrvatski je prozaist, pjesnik, dramatičar, esejist i književni kritičar.
Djelovao je kao profesionalni književnik, bio urednik mnogih časopisa: Republika, Telegram, Termini, Žena...
Iako je pisao i poeziju i drame za kazalište, radio i TV, svoj je književni vrhunac dao u esejima i romanima.
Napisao je nekoliko knjiga eseja kojima se potpuno afirmirao na hrvatskoj književnoj sceni: Ironični narcis (1971.), Pravo na nesreću (1978.),  Zgranut pred Zlom (1978.), te posmrtno objavljen Demos i demon (1994.). Ponajviše se njegovih eseja bavi problemima svakodnevice.
Romaneskni mu je opis mali, ali važan jer se njime suprotstavlja dominantnim književnim strujanjima (prozi u trapericama, fantastici, žanrovskoj prozi...) i svojevrsni je recidiv egzistencijalizma u hrvatskoj književnosti. Radi se o romanima, Polovnjak (1984.) i Ervin i luđaci  (1992.), često nazivanima duologijom o suvremenoj zagrebačkoj egzistenciji, te postumno objavljenom, iako napisanom prije spomenutih, romanu 'Privatna stvar' (2000.).
Neka njegova djela u svojoj je antologiji Żywe źródła iz 1996. s hrvatskog na poljski prevela poljska književnica i prevoditeljica Łucja Danielewska.